# Ammoecius satanas
Ammoecius satanas är en skalbaggsart som beskrevs av Carpaneto 1976. Ammoecius satanas ingår i släktet Ammoecius och familjen Aphodiidae. Inga underarter finns listade i Catalogue of Life.